# 春雨町
春雨町（はるさめちょう）は、愛知県瀬戸市祖母懐連区の町名。丁番を持たない単独町名である。

## 地理
- 瀬戸市の中央部に位置する[8]。西を萩殿町、北を秋葉町・上ノ切町・一里塚町、東・南を川合町と隣接している[8]。
- 丘陵斜面と丘陵地からなり、丘陵地は新興住宅地になっている[8]。

### 河川
- 一里塚川（瀬戸川支流） ： 町の北部、一里塚町との境界付近を西流している。
- 春雨川（一里塚川支流） ： 町の東部を暗渠で流れ、町の北東端で一里塚川に注ぎ込んでいる。

- 一里塚川（春雨町内）
- 春雨川（春雨町内）[注釈 1]
- 一里塚川と春雨川の合流点[注釈 2]

### 学区
市立小・中学校に通う場合、学区は以下の通りとなる。また、公立高等学校普通科に通う場合の学区は以下の通りとなる。
| 番・番地等 | 小学校                 | 中学校                 | 高等学校 |
| ---------- | ---------------------- | ---------------------- | -------- |
| 全域       | 瀬戸市立にじの丘小学校 | 瀬戸市立にじの丘中学校 | 尾張学区 |

## 歴史

### 町名の由来
雨池が当地にあり、春雨が池に降るところを祖母壊春雨とうたわれたことによるといわれる。

### 沿革
- 1942年（昭和17年）1月9日 - 瀬戸市大字瀬戸字一里塚の一部により、同市春雨町として成立[2]。
- 1982年（昭和57年）3月1日 - 萩殿町と境界変更を行う[12]。

## 世帯数と人口
2024年（令和6年）1月1日現在の世帯数と人口は以下の通りである。
| 町丁   | 世帯数  | 人口  |
| ------ | ------- | ----- |
| 春雨町 | 120世帯 | 291人 |

### 人口の変遷
国勢調査による人口の推移
| 1995年（平成7年）  | 374人 | [ 13 ] |  |
| 2000年（平成12年） | 372人 | [ 14 ] |  |
| 2005年（平成17年） | 353人 | [ 15 ] |  |
| 2010年（平成22年） | 308人 | [ 16 ] |  |
| 2015年（平成27年） | 282人 | [ 17 ] |  |
| 2020年（令和2年）  | 252人 | [ 18 ] |  |

### 世帯数の変遷
国勢調査による世帯数の推移。
| 1995年（平成7年）  | 122世帯 | [ 13 ] |  |
| 2000年（平成12年） | 121世帯 | [ 14 ] |  |
| 2005年（平成17年） | 124世帯 | [ 15 ] |  |
| 2010年（平成22年） | 116世帯 | [ 16 ] |  |
| 2015年（平成27年） | 107世帯 | [ 17 ] |  |
| 2020年（令和2年）  | 93世帯  | [ 18 ] |  |

## 交通

### 鉄道
町内に鉄道は走っていない。最寄り駅は名鉄瀬戸線尾張瀬戸駅になる。

### バス
名鉄バス「東山線」
- 【11】【12】瀬戸駅前 - 一里塚 - 赤津 系統 ： はるさめ台バス停（瀬戸駅前方面乗り場）

- はるさめ台バス停

### 道路
町内に国道・県道は走っていない。

## 施設
- 東保育園[8] ： 1948年（昭和23年）4月に瀬戸市立東保育園として開園し、1957年（昭和32年）6月に現在地に移転[19]。2003年（平成15年）4月より、公設民営園としてトットメイトに運営を委託し、2014年（平成26年）より、同社の認可保育園となる[20]。定員100名[21]。
- 瀬戸市斎苑 ： かつては川合町にあった火葬場を1996年（平成8年）にリニューアル[22]。斎場棟を新設し現在の形となった[22]。ペットの火葬も可能で、運営は瀬戸市が行っている[22]。
- 春雨墓園[8] ： 都市計画墓園として1957年（昭和32年）から整備を進め、1989年（平成元年）度までに3,256区画が使用されている[23][注釈 3]。
- 春雨町IIちびっこ広場 ： 春雨団地内にある小さな公園。ブランコ・すべり台・鉄棒がある。

- 東保育園
- 瀬戸市斎苑
- 春雨墓園（春雨町内）
- 春雨町IIちびっこ広場

## その他

### 日本郵便
- 郵便番号 : 489-0893[6]（集配局：瀬戸郵便局[24]）。